# Myńkiwci (rejon szepetiwski)
Myńkiwci (ukr. Миньківці) – wieś na Ukrainie, w obwodzie chmielnickim, w rejonie szepetiwskim. W 2024 liczyła 727 mieszkańców.